# Рудольф Кристиан (граф Остфрисланда)
Рудольф Кристиан (нем. Rudolf Christian, в.-фриз. Rudolf Kristiaan; 2 июня 1602, Хаге, графство Восточная Фрисландия — 17 апреля 1628, там же) — граф Остфрисланда с 1625 по 1628 год; представитель дома Кирксена. Во время его правления армии иностранных государств, участвовавших в Тридцатилетней войне при отступлении разместились на территории графства. Также при нём начались работы по осушению низинных болот в Остфрисланде.

## Биография

### Правление
Рудольф Кристиан родился в Хаге 2 июня 1602 года. Он был вторым сыном Энно III, графа Остфрисланда от его второго брака с Анной Гольштейн-Готторпской, принцессой из Ольденбургского дома. По отцовской линии он приходился внуком Эдцарду II, графу Остфрисланда и Катарине Шведской, принцессе из дома Васа. По материнской линии был внуком Адольфа I, герцога Гольштейн-Готторпа и Кристины Гессенской, принцессы из Гессенского дома.
После смерти отца 19 августа 1625 года Рудольф Кристиан стал новым графом Остфрисланда. Ему удалось достичь соглашения с остфрисландскими сословиями, которые принесли оммаж и стали платить в казну налоги. Даже жители города Эмден, известные своей борьбой за права сословий, подчинились молодому графу и признали его своим сюзереном.
В первый же год правления Рудольфа Кристиана земли Харлингерланда были окончательно включены в состав графства Остфрисланд. Это событие отразилось на гербе графства, принятом в том же году и использовавшимся до включения феода в состав Прусского королевства в 1744 году. На нём, в числе гербов других владений дома Криксена, был и герб Харлингерланда.

### Дуэль и смерть
Рудольф Кристиан умер 18 апреля 1628 года, в возрасте двадцати шести лет, из-за ранения, которое он получил во время поединка с лейтенантом имперской армии под командованием генерала Матиаса Галласа. В ходе Тридцатилетней войны имперская армии была вынуждена отступить и расквартировалась на территории графства Остфрисланд. Дуэль произошла в замке Берум, где остановился лейтенант. Во время поединка он ранил графа ножом в левый глаз.
Незадолго до смерти Рудольф Кристиан успел обручиться с одной из брауншвейгских принцесс из дома Вельфов. Бездетному Рудольфу Кристиану наследовал брат Ульрих, который стал новым графом Остфрисланда под именем Ульриха II.